# Посольство Росії в Австрії
48°11′51″ пн. ш. 16°23′03″ сх. д. / 48.19745556° пн. ш. 16.38421389° сх. д.
Посольство Російської Федерації в Австрійській Республіці — офіційне дипломатичне представництво Російської Федерації в Австрійській Республіці.
Посольство Росії в Австрії розташоване в колишньому палаці герцога Нассауського, побудованого наприкінці XIX століття. Поряд із посольством розташований побудований у 1893—1899 роках як посольський Храм Святителя та Чудотворця Миколи, котрий символізує російську присутність в австрійській столиці.

## Історія
Будівля, в якій розташоване посольство Росії у Відні, було побудовано на замовлення герцога Нассауського відомим архітектором Алоїсом Вурм-Арнкранцем у стилі Віденського неоренесансу в 1872—1873 роках. Фасад будівлі суворо пропорційний, прикрашений відкритим балконом із балюстрадою. В оздобленні фасаду будівлі (колони, парадні сходи) та деталей внутрішнього оздоблення використані натуральний мармур та граніт. У великій залі прийомів та двох салонах другого поверху збереглися оригінальні деталі оздоблення та ліпнина. Над центральною частиною будівлі височить скляний купол, який підкреслює обсяг і легкість композиції холу.
Палац був придбаний у герцога фон Нассау під посольство Росії в 1891 послом Росії у Відні князем А. Б. Лобановим-Ростовським. З цього моменту будинок використовується протягом понад 120 років як посольство спочатку Росії, потім СРСР і з 1991 року Російської Федерації в Австрії. Щоправда, з деякою перервою у 1938-1945 рр. Після аншлюсу Австрії у березні 1938 року та її приєднання до фашистського рейху дипломатичні відносини було перервано. У роки фашистського правління в Австрії, після нападу Німеччини на Радянський Союз, у будівлі посольства та храмі Святителя та Чудотворця Миколи розташовувалися гуртожиток Гітлерюгенда та інші установи.
У 1945 році, в ході боїв радянських військ з гітлерівськими військами за визволення Відня, будинок трохи постраждав. Під час проведення реставраційних робіт у 1947—1950 роках. за проектом австрійського архітектора Ріхарда Зідека були зняті фігури, колісниця і флагшток, які до того прикрашали споруду по периметру покрівлі, а також фігури в нішах по лицьовому фасаду. Тоді ж демонтовано два фонтани, що були по краях будівлі.
У будівлі посольства проходили важливі міжнародні зустрічі: у червні 1961 року відбулася зустріч М. С. Хрущова з Джоном Кеннеді, а в червні 1979 року — переговори Л. І. Брежнєва з Дж. Картером, які завершилися підписанням Договору про обмеження стратегічних наступальних (ОСВ-2).
З 1991р. будівля посольства де-факто використовується дипломатичною місією Російської Федерації, проте вона так і не була переоформлена у його власність через неврегульований конфлікт між Росією та Україною щодо зарубіжних активів СРСР.